# Sturzelbronn
Sturzelbronn és un municipi francès, situat al departament del Mosel·la i a la regió del Gran Est. L'any 2007 tenia 194 habitants.

## Demografia

### Població
El 2007 la població de fet de Sturzelbronn era de 194 persones. Hi havia 78 famílies, de les quals 16 eren unipersonals (4 homes vivint sols i 12 dones vivint soles), 31 parelles sense fills, 27 parelles amb fills i 4 famílies monoparentals amb fills.
La població ha evolucionat segons el següent gràfic:
Habitants censats

### Habitatges
El 2007 hi havia 378 habitatges, 77 eren l'habitatge principal de la família, 293 eren segones residències i 8 estaven desocupats. 105 eren cases i 7 eren apartaments. Dels 77 habitatges principals, 60 estaven ocupats pels seus propietaris, 16 estaven llogats i ocupats pels llogaters i 1 estava cedit a títol gratuït; 5 tenien dues cambres, 10 en tenien tres, 19 en tenien quatre i 43 en tenien cinc o més. 57 habitatges disposaven pel capbaix d'una plaça de pàrquing. A 31 habitatges hi havia un automòbil i a 38 n'hi havia dos o més.

### Piràmide de població
La piràmide de població per edats i sexe el 2009 era:
| Homes | Edats   | Dones |
| ----- | ------- | ----- |
| 0     | 95 o +  | 0     |
| 0     | 90 a 94 | 0     |
| 0     | 85 a 89 | 0     |
| 0     | 80 a 84 | 0     |
| 4     | 75 a 79 | 0     |
| 0     | 70 a 74 | 8     |
| 12    | 65 a 69 | 16    |
| 12    | 60 a 64 | 12    |
| 0     | 55 a 59 | 0     |
| 4     | 50 a 54 | 0     |
| 4     | 45 a 49 | 4     |
| 16    | 40 a 44 | 16    |
| 8     | 35 a 39 | 12    |
| 4     | 30 a 34 | 4     |
| 4     | 25 a 29 | 8     |
| 0     | 20 a 24 | 8     |
| 4     | 15 a 19 | 0     |
| 12    | 10 a 14 | 12    |
| 4     | 5 a 9   | 4     |
| 0     | 0 a 4   | 4     |

## Economia
El 2007 la població en edat de treballar era de 116 persones, 87 eren actives i 29 eren inactives. De les 87 persones actives 75 estaven ocupades (41 homes i 34 dones) i 14 estaven aturades (4 homes i 10 dones). De les 29 persones inactives 9 estaven jubilades, 7 estaven estudiant i 13 estaven classificades com a «altres inactius».

### Ingressos
El 2009 a Sturzelbronn hi havia 82 unitats fiscals que integraven 196 persones, la mediana anual d'ingressos fiscals per persona era de 15.374 €.

### Activitats econòmiques
Dels 4 establiments que hi havia el 2007, 1 era d'una empresa de comerç i reparació d'automòbils i 3 d'empreses d'hostatgeria i restauració.
Els 2 serveis als particulars que hi havia el 2009 eren restaurants.
L'any 2000 a Sturzelbronn hi havia 10 explotacions agrícoles.

## Equipaments sanitaris i escolars
El 2009 hi havia una escola elemental.

## Poblacions més properes
El següent diagrama mostra les poblacions més properes.